# 简·奥斯丁中心
简·奥斯丁中心（Jane Austen Centre）位于英格兰萨默塞特郡巴斯的盖尔街（Gay Street）40号，是一个永久展览，讲述简·奥斯丁的巴斯故事，以及在该市的访问和生活，对她和她的写作的影响。
该建筑是被英格兰遗产委员会列为II级登录建筑的盖尔街31–40号街区的一部分。

## 蜡像
简·奥斯丁蜡像是作家真人大小的模型，由简·奥斯汀中心委托。2014年7月9日在该中心揭幕，目前正在该中心公开展出。她唯一可验证的图像是她妹妹卡桑德拉画的一小幅水彩画。然而，专家认为这是一次"糟糕的尝试"，她的侄女称这幅画“非常不像”她的姑姑简。与此同时，还有许多同时代朋友对她的描述，正是根据这些，才有了这尊雕像。
2002年，简·奥斯汀中心主任大卫·巴尔多克委托法医艺术家梅丽莎·德林创作一件新的奥斯汀像， 在阅读了她的作品后，为一家电影公司创作了一件安东尼奥·维瓦尔第像。正如大卫·巴尔多克所说的："我们总是被问到简·奥斯汀长什么样，从一方面来说，我们唯一的参照是简·奥斯汀妹妹卡桑德拉的，非常差的水彩画，我们觉得这并没有为她伸张正义。”
这幅肖像于2002年12月揭幕。2011年，简·奥斯汀中心进一步委托了一个三维的、真人大小的蜡像， 许多游客往往惊讶于蜡像的大小，达到令人印象深刻的5英尺8英寸。但是，一些人描述简是一个"高大苗条"的女人。然而，在在21世纪的测量中，它与今天并没有什么不同。
根据2002年的肖像，蜡像的创作是由肖像雕塑家马克·理查兹创作的。在创作简·奥斯汀像的三年过程中，理查兹与梅丽莎·德林、以及头发和色彩艺术家内尔·克拉克（Nell Clarke）,以及设计师安德烈亚·加勒（Andrea Galer）密切合作。蜡像身穿当时的正宗服装。 2014年7月9日星期三，在简·奥斯汀中心内专门创建的空间中，向世界媒体展示了完成的人像。